# Cumbre Vieja
Cumbre Vieja (z hiszp. Stary Szczyt) – wulkaniczny grzbiet na wyspie La Palma, jednej z wysp archipelagu Wysp Kanaryjskich, należących do Hiszpanii. Łańcuch górski Cumbre Vieja usytuowany jest w kierunku północ-południe oraz pokrywa 2/3 południowej strony wyspy. Na grzbiecie i zboczach Cumbre Vieja zlokalizowanych jest kilka kraterów wulkanicznych.
Jego znaczenie jest o tyle istotne, gdyż wśród amerykańskich naukowców panuje pogląd, iż ewentualny obryw skalny zboczy wulkanu, może doprowadzić do gigantycznego tsunami. Może ono spowodować podtopienia znacznych terenów wschodnich wybrzeży Ameryki Północnej i Południowej.